# Окенвил
Окенвил (фр. Auquainville) насеље је и општина у северној Француској у региону Доња Нормандија, у департману Калвадос која припада префектури Лисје.
По подацима из 2011. године у општини је живело 309 становника, а густина насељености је износила 32,32 становника/km². Општина се простире на површини од 9,56 km². Налази се на средњој надморској висини од 250 метара (максималној 184 m, а минималној 67 m).

## Демографија
| 1962. | 1968. | 1975. | 1982. | 1990. | 1999. | 2011. |
| ----- | ----- | ----- | ----- | ----- | ----- | ----- |
| 186   | 213   | 180   | 228   | 249   | 258   | 309   |

График промене броја становника у току последњих година